# Cethosia andamanica
Cethosia andamanica är en fjärilsart som beskrevs av Hans Ferdinand Emil Julius Stichel 1902. Cethosia andamanica ingår i släktet Cethosia och familjen praktfjärilar. Inga underarter finns listade i Catalogue of Life.